# Comuna Dămienești, Bacău
Dămienești (în maghiară Deménfalva) este o comună în județul Bacău, Moldova, România, formată din satele Călugăreni, Dămienești (reședința), Drăgești și Pădureni.

## Așezare
Comuna se află în nord-estul județului, la limita cu județul Neamț, pe malul stâng al Siretului. Este traversată de șoseaua județeană DJ159, care o leagă spre vest în județul Neamț de Icușești și înapoi în județul Bacău de Filipești (unde se intersectează cu DN2), din nou în județul Neamț de Bahna și înapoi în județul Bacău de Racova (unde se termină în DN15); și spre est tot în județul Neamț de Valea Ursului și Oniceni și mai departe în județul Vaslui de Băcești (unde se termină în DN15D). La Dămienești, acest drum se intersectează cu șoseaua județeană DJ207D, care o leagă spre sud de Negri, Prăjești și Traian (unde se termină în DN2F) și spre nord în județul Neamț la Icușești și Ion Creangă. Tot din DJ159, la Pădureni se ramifică șoseaua județeană DJ241A, care duce spre sud la Roșiori și Traian (unde se intersectează cu DN2F), Secuieni, Izvoru Berheciului, Oncești, Vultureni și Dealu Morii, apoi mai departe în județul Vrancea de Corbița (unde se intersectează cu DN11A) și Tănăsoaia și mai departe în județul Galați de Brăhășești și Gohor.

## Demografie
Componența etnică a comunei Dămienești
     Români (94,11%)
     Alte etnii (5,89%)
Componența confesională a comunei Dămienești
     Romano-catolici (49,44%)
     Ortodocși (43,99%)
     Alte religii (0,62%)
     Necunoscută (5,95%)
Conform recensământului efectuat în 2021, populația comunei Dămienești se ridică la 1.614 locuitori, în scădere față de recensământul anterior din 2011, când fuseseră înregistrați 1.715 locuitori. Majoritatea locuitorilor sunt români (94,11%). Din punct de vedere confesional, cei mai mulți locuitori sunt romano-catolici (49,44%), cu o minoritate de ortodocși (43,99%), iar pentru 5,95% nu se cunoaște apartenența confesională.

## Politică și administrație
Comuna Dămienești este administrată de un primar și un consiliu local compus din 11 consilieri. Primarul, Vasilică-Cătălin Răileanu[*], de la Partidul Social Democrat, este în funcție din octombrie 2020. Începând cu alegerile locale din 2024, consiliul local are următoarea componență pe partide politice:
|  | Partid                                  | Consilieri | Componența Consiliului | Componența Consiliului | Componența Consiliului | Componența Consiliului | Componența Consiliului | Componența Consiliului | Componența Consiliului | Componența Consiliului |
|  | --------------------------------------- | ---------- | ---------------------- | ---------------------- | ---------------------- | ---------------------- | ---------------------- | ---------------------- | ---------------------- | ---------------------- |
|  | Partidul Social Democrat                | 8          |                        |                        |                        |                        |                        |                        |                        |                        |
|  | Partidul Național Liberal               | 2          |                        |                        |                        |                        |                        |                        |                        |                        |
|  | Reînnoim Proiectul European al României | 1          |                        |                        |                        |                        |                        |                        |                        |                        |

## Istorie
La sfârșitul secolului al XIX-lea, comuna făcea parte din plasa Fundul a județului Roman și era formată din satele Călugăreni, Dămienești și Pădureni, și din târgușorul Dămienești, având în total 1233 de locuitori ce trăiau în 322 de case. În comună funcționau două biserici de lemn (una ortodoxă și una catolică) și o școală primară mixtă cu 30 de elevi (dintre care 6 fete). Anuarul Socec din 1925 o consemnează ca reședință a plășii Fundul, având 1780 de locuitori în satele Călugăreni, Dămienești-Sat, Dămienești-Târg și Drăgești (sat preluat de la comuna Negri) și în cătunul Pădureni. În 1931, Dămienești-Sat și Dămienești-Târg au fost unite într-o localitate numită Dămienești, iar comunei i s-au arondat și satele Rocna și Bătrânești.
În 1950, comuna a fost arondată raionului Roman din regiunea Bacău (raion ce a făcut parte între 1952 și 1956, din regiunea Iași). În 1968, a fost transferată la județul Bacău, satele Bătrânești și Rocna trecând la comuna Icușești din județul Neamț.

## Monumente istorice
În comuna Dămienești se află biserica de lemn „Sfinții Voievozi” din satul Drăgești, monument istoric de arhitectură de interes național. Biserica datează de la 1779. În rest, în comună mai există două alte obiective incluse în lista monumentelor istorice din județul Bacău ca monumente de interes local, ambele clasificate ca monumente de arhitectură: biserica de lemn „Sfântul Nicolae” din satul Dămienești (și ea datând tot de pe la 1779) și școala din Drăgești (1909).

## Personalități născute aici
- Dumitru Berbece (n. 1961), handbalist.